# Brongniartia lupinoides
Brongniartia lupinoides là một loài thực vật có hoa trong họ Đậu. Loài này được (Kunth) Taub. miêu tả khoa học đầu tiên.